# Удар ниже пояса
Удар ниже пояса (удар в пах) — в боксе, а также в некоторых других видах спортивных единоборств — запрещённое правилами действие. В боевых искусствах прикладной направленности — один из основных приёмов самозащиты.

## Физиология
Заблуждением является мнение, что удар ниже пояса — простой эвфемизм удара в пах. На самом деле, удары ниже пояса — это все удары, в пах или в область мочевого пузыря. В обоих случаях органы довольно плохо защищены от повреждения прямым ударом. В результате такого удара возможны тяжёлые травмы — разрыв мочевого пузыря, контузия яичек и пр.
Ещё одним заблуждением является то, что боль от удара в пах чувствуют только мужчины. На самом деле удар в пах является относительно одинаково болезненным для обоих полов: у мужчин под удар попадают яички, а у представительниц женского пола страдают клитор и половые губы. Последствия от удара в пах у женщин могут быть очень серьёзными: гематома вульвы, кровоизлияния и даже разрывы мягких тканей. 
У мужчин последствия от удара могут быть крайне серьёзными. Если при травме будут повреждены сосуды, кровотечение может быть настолько сильным, что будет представлять угрозу для жизни. При сильном ушибе возможна атрофия яичка. Также при травме яичек у молодых людей может нарушиться созревание половых клеток, что впоследствии приводит к бесплодию. 
Таким образом, разнообразные «бои без правил», где заявлено отсутствие каких-либо регулирующих требований, являются либо криминальными действиями, либо шарлатанскими представлениями. Возможен промежуточный вариант — в рекламе объявляют «бой без правил», однако устроители всё равно предполагают отсутствие явно травмирующих или калечащих действий.

## Вбоксе
За случайный удар ниже пояса боксёров штрафуют, снимая очки.
После трёх предупреждений, боксёр за удары ниже пояса, по решению судей может быть дисквалифицирован

Если боксер наносит сопернику неумышленный запрещенный удар ниже пояса, после которого тот не в состоянии продолжить бой, рефери определяет продолжительность перерыва, необходимого для восстановления физического состояния потерпевшего (но не более 5 минут) и наказывает нарушителя одним штрафным очком.

Существующая практика оставляет много возможностей для регистрации /или не регистрации ударов ниже пояса, что приводит к конфликтам, искам и судебным процессам.

## Сферы «допустимого» применения —Боевые искусства
В отличие от спортивных единоборств, удары ниже пояса являются важным компонентом «боевых» техник — систем самообороны, некоторых китайских школ боевых искусств, а также карате и крав-мага (последняя почти полностью состоит из ударов ниже пояса). Тестикулы и вульва очень богаты нервными окончаниями, и даже незначительное физическое воздействие на них крайне болезненно, вызывает болевой шок, и на некоторое время выводит противника из строя. Возможны болезненные захваты, сжатия и удары (ногами, руками или различными предметами). Цель — потеря противником ориентации (вследствие невыносимой боли), для нанесения основного удара или выхода из поединка и бегства.
Разумеется, такие удары на тренировках отрабатываются без реального воздействия на партнёра — на тренажёрах, а в спарринге — только имитация.

## Меры безопасности
В боксе и многих других единоборствах, в качестве элемента экипировки боксера, для защиты от возможных ударов в пах, используется бандаж — специальная «раковина» из пластика.

## Удар ниже пояса в переносном смысле
Словосочетание «Удар ниже пояса» очень распространено для обозначения некорректного поведения, или бесчестного, подлого поступка.